# 布迪亞薩鄉
45°01′N 24°51′E / 45.017°N 24.850°E
布迪亞薩鄉（羅馬尼亞語：Comuna Budeasa, Argeș），是羅馬尼亞的鄉份，位於該國中南部，由阿爾傑什縣負責管轄，海拔高度461米，每年平均降雨量1,029毫米，2009年該鄉份人口3,931。